# Celmo Lazzari
Celmo Lazzari (Garibaldi, 16 giugno 1956) è un vescovo cattolico brasiliano, dal 23 ottobre 2024 vicario apostolico del Napo.

## Biografia
Ha completato gli studi secondari presso il Seminario Minore della Congregazione di San Giuseppe entrando poi in noviziato. Ha emesso i primi voti il 1º marzo 1975 e quelli perpetui il 9 gennaio 1982. Ha poi svolto gli studi filosofici e teologici a Londrina in Brasile ed è stato ordinato sacerdote il 18 dicembre 1982.
In seguito ha svolto gli incarichi di direttore della Comunità religiosa di Ana Rech e rettore del Seminario Minore dei Giuseppini a Caxias do Sul fino al 1987, maestro dei filosofi a Caxias do Sul fino al 1989, maestro dei teologi a Porto Alegre fino al 1994 seguendo in contemporanea un corso di formazione presso l'Università Pontificia Salesiana. Nel 1992 è nominato vicario provinciale dei Giuseppini del Brasile e poi fino al 2000 superiore provinciale. In quell'anno viene nominato come consigliere generale della congregazione a Roma e responsabile delle missioni fino al 2006 quando viene nominato vicario generale dei Giuseppini.
L'11 giugno 2010 viene nominato vicario apostolico del Napo da papa Benedetto XVI e vescovo titolare di Muzuca di Proconsolare. Ha ricevuto la consacrazione episcopale il 9 ottobre 2010 dal vescovo Paolo Mietto, suo predecessore.
Il 21 novembre 2013 viene nominato vicario apostolico di San Miguel de Sucumbíos, una circoscrizione ecclesiastica amazzonica, con presenza di comunità indigene isolate. La situazione pastorale inizialmente tesa, soprattutto per la presenza di gruppi di missionari che avevano diviso i fedeli, si è lentamente risolta durante il suo episcopato. Tuttavia, nel 2015, la decisione del governo ecuadoriano di tagliare i sussidi economici al vicariato in riconoscimento dei servizi sociali soprattutto sanitari ed educativi ha causato problemi finanziari, che hanno costretto il vicariato a indebitarsi pesantemente.
Il 23 ottobre 2024 viene nuovamente nominato vicario apostolico del Napo. Ha preso possesso del vicariato apostolico il 7 gennaio 2025.

## Genealogia episcopale
La genealogia episcopale è:
- Cardinale Scipione Rebiba
- Cardinale Giulio Antonio Santori
- Cardinale Girolamo Bernerio, O.P.
- Arcivescovo Galeazzo Sanvitale
- Cardinale Ludovico Ludovisi
- Cardinale Luigi Caetani
- Cardinale Ulderico Carpegna
- Cardinale Paluzzo Paluzzi Altieri degli Albertoni
- Papa Benedetto XIII
- Papa Benedetto XIV
- Papa Clemente XIII
- Cardinale Enrico Benedetto Stuart
- Papa Leone XII
- Cardinale Chiarissimo Falconieri Mellini
- Cardinale Camillo Di Pietro
- Cardinale Mieczysław Halka Ledóchowski
- Cardinale Jan Maurycy Paweł Puzyna de Kosielsko
- Arcivescovo Józef Bilczewski
- Arcivescovo Bolesław Twardowski
- Arcivescovo Eugeniusz Baziak
- Papa Giovanni Paolo II
- Cardinale Jozef Tomko
- Vescovo Paolo Mietto, C.S.I.
- Vescovo Celmo Lazzari, C.S.I.